# Dragoste amară
Dragoste amară (titlul original: în italiană Amore amaro) este un film dramatic italian, realizat în 1974 de regizorul Florestano Vancini, după romanul omonim din 1958 al scriitorului Carlo Bernari, protagoniști fiind actorii Lisa Gastoni și Leonard Mann.
Pentru acest rol, Lisa Gastoni a câștigat a doua Panglică de argint pentru cea mai bună actriță.

## Rezumat
Acțiunea filmului, plasată în Ferrara spre sfârșitul anilor 1930, descrie povestea unei iubiri imposibile dintre Antonio, un student de douăzeci și patru de ani al cărui tată a fost condamnat la cincisprezece ani de închisoare pentru activitate antifascistă, și Renata, o femeie de 35 de ani, învățătoare, văduvă și cu un băiat de opt-nouă ani.
Cei doi sfidează convențiile vremii (cutumul social este de așa natură încât Renata se consideră „bătrână” și se comportă neliniștit față de un bărbat mai tânăr cu unsprezece ani) dar, în ciuda pasiunii copleșitoare dintre cei doi, diferențele sociale și tendințele politice le vor împiedica dezvoltarea relației. Antonio reușește să meargă la Paris pentru a aduce bani pentru colegii în exil ai tatălui său și este din ce în ce mai critic față de demonstrațiile publice ale regimului lui Musolini.
Renata, în schimb, urmează ceremoniile într-o uniformă fascistă și acceptă să conducă o tabără de vară pentru copii. Condusă de ambiții, conformism și dorința de a avea o situație stabilă, se gândește să accepte o căsătorie cu un înalt oficial de partid...

## Distribuție
- Lisa Gastoni – Renata Andreoli
- Leonard Mann – Antonio Olivieri
- Rita Livesi – mama Renatei
- Germano Longo – Francesco Galli
- Maurizio Fiori – Vittorio
- Nino Dal Fabbro – Matteo
- Franco Patano –
- Enrico Cesaretti – prietenul lui Antonio, din Roma (nemenționat)

## Realizare
Filmul preia nucleul central al poveștii din romanul lui Carlo Bernari și oferă personajelor motivații psihologice mai explicite și structurează narațiunea inversând tiparul obișnuit de flashback: prezentul este povestea de dragoste dintre Antonio și Renata în îndepărtata perioadă antebelică; în paralel este reprezentată soarta diferită a celor doi protagoniști în viața de treizeci de ani mai târziu, denunțând consecințele negative pe care trecutul le-a provocat.

## Premii
- Nastro d'argento
  - 1975 – Premiul Cea mai bună actriță, atribuit Lisei Gastoni pentru rolul din filmul Dragoste amară;